# Gyurkovicsarna

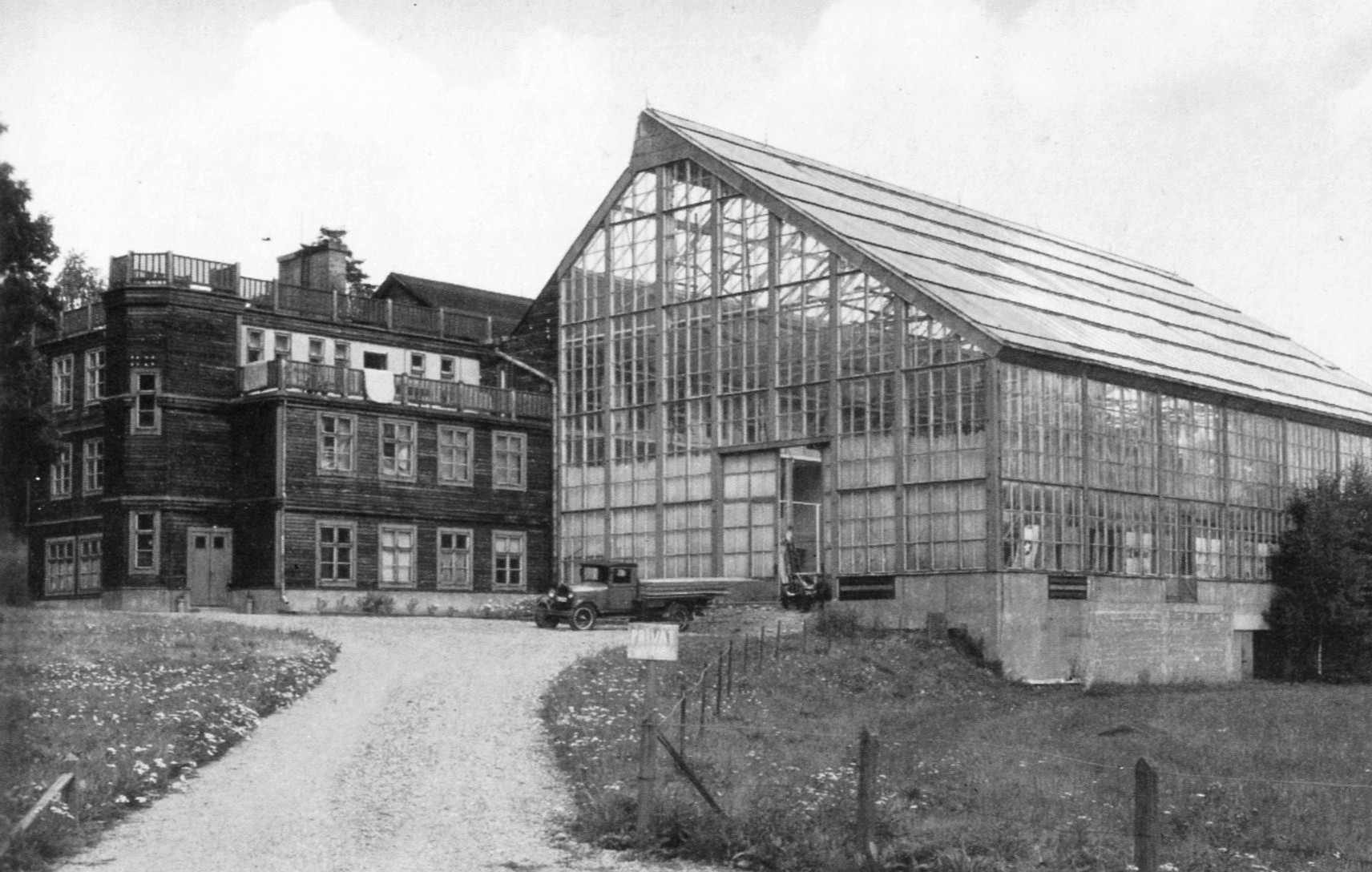
Studio van Skandia Film in Långängen (Stocksund)

Gyurkovicsarna is een Zweedse filmkomedie in vijf bedrijven uit 1920, geregisseerd door John W. Brunius. De film is gebaseerd op de roman A Gyurkovics-fiúk (1895) van de Hongaarse schrijver Ferenc Herczeg. Hoofdrolspelers waren onder andere Gösta Ekman, Nils Asther en Violet Molitor.
De opnames voor deze film waren al in 1919 begonnen in Mölle, Skåne. Tegelijkertijd vonden, met gedeeltelijk dezelfde groep mensen, ook de opnames plaats voor een andere film van Brunius, Thora van Deken (1920). De resterende opnames vonden plaats in de zomer van 1920.  Naast de buitenopnames in Mölle, vonden er ook buitenopnames plaats in Karlberg en Falsterbo, in de buurt van Stockholm. Alle binnenopnames vonden plaats in de studio van Skandia Film in Långängen (Stocksund). Voor de cast gebruikte Brunius acteurs met een opera- en/of operetteachtergrond.
De film werd ontvangen met enthousiaste recensies in de kranten en bleek ook bij het publiek een groot succes.

## Verhaal
Het verhaal speelt zich af rond de familie Gyurkovics en hun twaalf kinderen. De oudsten, Géza en Bandi, een tweeling, bereiden zich voor op hun toelatingsexamen. Géza weigert echter te komen opdagen en wordt hij met geweld opgepakt en naar zijn examen gebracht. Wanneer vader Gyurkovic komt te overlijden neemt Bandi het landgoed van de familie over, terwijl Géza zich aanmeld voor het leger. Géza 'misdraagt' zich op allerlei manieren en krijgt te maken met een strenge kolonel. Géza zorgt voor opschudding door op een feest non-stop te dansen met Jutka, de dochter van de kolonel, die hem uitdaagt voor een duel. Dit duel eindigt onbeslist zonder gewonden. Géza klimt op tot tweede luitenant vermaakt zich met kaartspelen. Géza krijgt te maken met de avances van gravin en barones Hetvics-Janky, zij wil zich vrij maken van haar man veldmaarschalk en Baron Hetvics-Janky. Géza gaat in eerste instantie blij in op haar toenadering, maar haakt af wanneer blijkt dat de veldmaarschalk hem hiertoe juist stimuleert. Ondertussen heeft moeder Gyurkovics haar zoon Bandi naar de stad gestuurd om zijn tweelingbroer in de gaten te houden. Bandi raakt al snel verliefd op Jutka. De film eindigt met het huwelijk tussen Bandi en Jutka en het beeld van Géza die met een pistool tegen zijn hoofd uitstraalt dat hij blij is dat hij niet degene is die gaat trouwen.

## Cast (selectie)
- Gösta Ekman – Géza Gyurkovics
- Nils Asther - Bandi Gyurkovics, zijn tweelingbroer
- Violet Molitor – Jutka Brenóczy
- Emile Stiebel - Kolonel Brenóczy, haar vader
- Pauline Brunius – Gravin en barones Hetvics-Janky
- Gucken Cederborg – Anna Gyurkovics, geboren Csákó, Bandis en Géza's moeder
- Julius Hälsig - Sándor Gyurkovics, landeigenaar, Bandi en Géza's vader

## Mannelijkheid
Tommy Gustafsson bespreekt de film in zijn boek Masculinity in the Golden Age of Swedish Cinema: A Cultural Analysis of 1920s Films. De film geeft een representatie van een jonge mannelijke student (Géza), die opvalt door zijn jongensachtige en kinderlijke vorm van mannelijkheid, in tegenstelling tot een meer ingehouden en gecontroleerde mannelijkheid typerend voor de middenklasse. De film valt op doordat het de typering van jong en kinderlijk consequent weet vast te houden: Géza wordt nooit volwassen.